# White and Thompson No. 3
Le White and Thompson No. 3 était un hydravion biplan britannique de la Première Guerre mondiale. Si le prototype de cet appareil fut initialement conçu pour participer à une course aérienne autour du Royaume-Uni, huit exemplaires similaires supplémentaires furent produits pour le Royal Naval Air Service (RNAS).

## Conception et développement

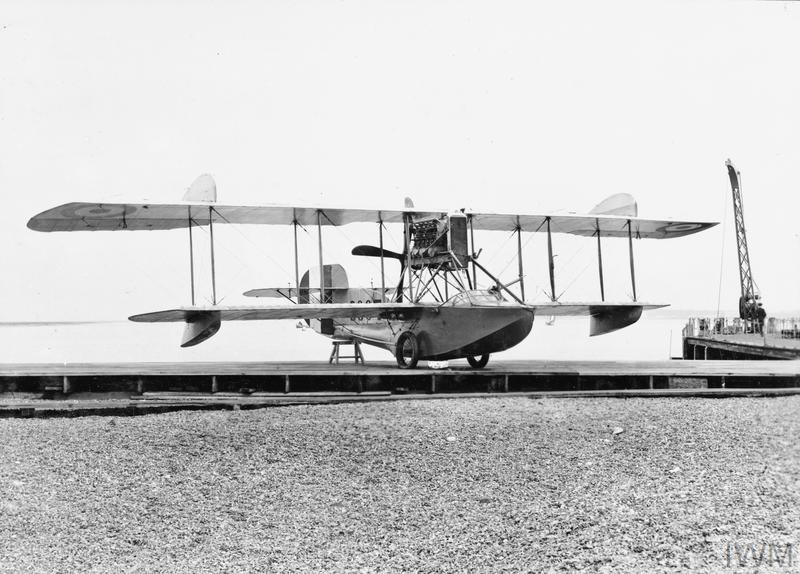
Un No. 3, photographié en 1915 alors qu'il était sur ses roues de manutention à terre.

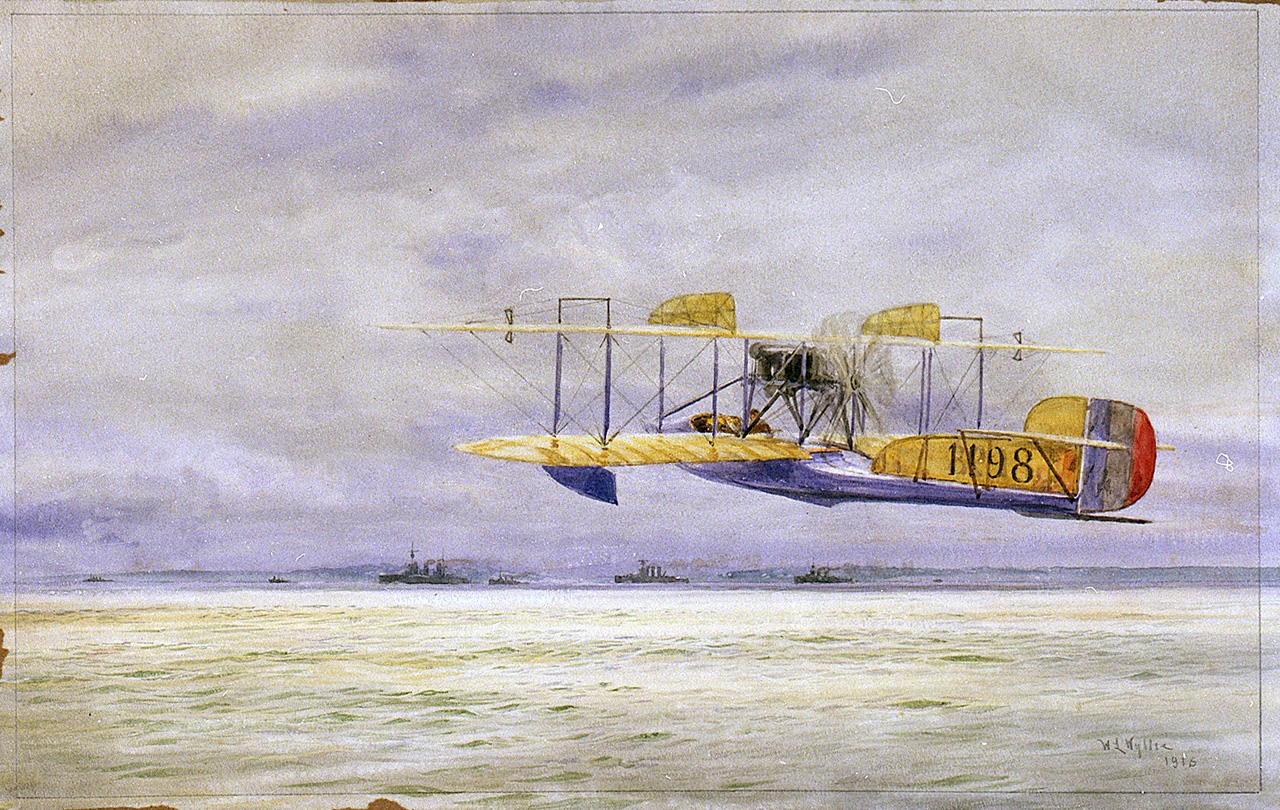
Peinture représentant un No. 3 en vol au-dessus du Solent.

En 1914, la White and Thompson Company, Ltd. (en) de Bognor Regis, dans le sud de l'Angleterre, décida de concevoir deux hydravions différents, un monomoteur et un bimoteur plus gros, afin de participer à la course du « Circuit of Britain » et gagner le prix de 5 000 £ proposé à cette occasion par le « Daily Mail. Cette course devait commencer le 10 août de la même année,. La White and Thompson Company était alors le détenteur exclusif de la licence de fabrication des hydravions Curtiss pour la Grande-Bretagne depuis l'année précédente.
Le premier avion à être achevé fut la version monomoteur, désignée White and Thompson No. 2. Il s'agissait d'un biplan doté d'ailes d'envergure inégale et propulsé par un moteur Austro-Daimler de 120 ch (90 kW) en configuration poussive (pusher). Installé entre les deux ailes, il était produit sous licence par Beardmore. Sa coque, dont la fabrication fut confiée en sous-traitance à S. E. Saunders, était faite en acajou et cousu de fils de cuivre — aussi connu sous le nom de « revêtement Consuta » —, puis installée sur une structure porteuse en bois. Elle pouvait emmener deux membres d'équipage dans un cockpit où ils étaient installés côte-à-côte,,.
L'avion effectua son premier vol le 1er août 1914, mais il impressionna surtout le Royal Naval Air Service (RNAS) et sa carrière fut quelque peu détournée par ce dernier, en raison de la situation géopolitique tendue en Europe, le Royaume-Uni déclarant la guerre à l'Allemagne le 4 août. Une commande pour huit exemplaires de cet avion fut passée, leur désignation devenant alors White and Thompson No. 3. Ils avaient des extrémités d'ailes arrondies et une queue plus grande, et la surface plane centrale qui était montée au-dessus de la section centrale de l'aile supérieure sur le prototype fut remplacée par deux surfaces plus petites et installés au-dessus des ailes. Les avions de production étaient propulsés par un Beardmore de 120 ch, mais un de ces avion reçut un Hispano-Suiza V8 de 150 ch (112 kW).

## Histoire opérationnelle
Le prototype, équipé de râteliers à bombes, se montra fiable et apprécié, et fut utilisé par le RNAS jusqu'à sa destruction, en juin 1915,. Le premier exemplaire de production fut livré au No. 1 Squadron RNAS (en) le 7 février 1915. Ces hydravions, qui pouvaient être équipés d'une mitrailleuse Lewis Mark I de 7,7 mm (calibre .303 British) du côté gauche du cockpit, furent utilisés pour les patrouilles anti-sous-marines au départ de nombreuses bases au Royaume-Uni et en France — l'un de ces appareils fit un atterrissage forcé aux Pays-Bas et fut confisqué —, puis plus tard pour l'entraînement des pilotes,.

## Utilisateurs
- Royaume-Uni :
  - Royal Naval Air Service : No. 1 Squadron RNAS (en).

### Articles
- (en) Peter London, « Bognor's Boats: The Aircraft of Norman Thompson », Air Enthusiast, Stamford, Royaume-Uni, Key Publishing, no 66,‎ novembre–décembre 1996, p. 70–75 (ISSN 0143-5450).
- (en) Peter London, « Island Pioneers; Aircraft Production Origins on the Isle of Wight », Air Enthusiast, Stamford, Royaume-Uni, Key Publishing, no 56,‎ hiver 1994, p. 71–77 (ISSN 0143-5450).